# Nephrotoma gorongozae
Nephrotoma gorongozae is een tweevleugelige uit de familie langpootmuggen (Tipulidae). De soort komt voor in het Afrotropisch gebied.